# NGC 5054
NGC 5054 (другие обозначения — MCG -3-34-39, UGCA 344, IRAS13142-1622, PGC 46247) — галактика в созвездии Дева.
Этот объект входит в число перечисленных в оригинальной редакции «Нового общего каталога».
В галактике вспыхнула сверхновая SN 2004ab типа Ia, её пиковая видимая звездная величина составила 14,7.
В галактике вспыхнула сверхновая SN 2014A типа IIP, её пиковая видимая звездная величина составила 16,4.